# Římskokatolická farnost Nové Těchanovice
Římskokatolická farnost Nové Těchanovice je územní společenství římských katolíků s farním kostelem svatého Mikuláše v Nových Těchanovicích.

## Kostely a kaple na území farnosti
- Kostel svatého Mikuláše v Nových Těchanovicích
- Kostel svatého Petra a Pavla ve Starých Těchanovicích
- Kaple Povýšení svatého Kříže ve Lhotce